# Droga suteczkowo-wzgórzowa
Droga suteczkowo-wzgórzowa (pęczek Vicq-d’Azyra, łac. tractus mammillothalamicus, ang. mammillothalamic tract) – włókna nerwowe biegnące od przyśrodkowych i bocznych jąder ciał suteczkowatych do wzgórza. Opisany przez francuskiego anatoma Félixa Vicq-d’Azyra.